# Mistrzostwa Europy w Lekkoatletyce 1958 – dziesięciobój mężczyzn
Dziesięciobój mężczyzn był jedną z konkurencji rozgrywanych podczas VI Mistrzostw Europy w Sztokholmie. Został rozegrany 20 i 21 sierpnia 1958 roku. Zwycięzcą tej konkurencji został reprezentant ZSRR Wasilij Kuzniecow, który obronił tytuł z mistrzostw w 1954. W rywalizacji wzięło udział dziewiętnastu zawodników z trzynastu reprezentacji.

## Rekordy
| Rekord świata     | Rafer Johnson (USA)     | 7989 (8302) | Moskwa, ZSRR      | 27-28.07.1958 |
| Rekord Europy     | Wasilij Kuzniecow (SUN) | 7653 (8014) | Krasnodar, ZSRR   | 17-18.05.1958 |
| Rekord mistrzostw | Wasilij Kuzniecow (SUN) | 6752 (6881) | Berno, Szwajcaria | 26-27.08.1954 |

## Wyniki
| Poz. | Zawodnik            | Punkty         | 100    | W dal  | Kula    | Wzwyż  | 400    | 110 ppł | Dysk    | Tyczka | Oszczep | 1500   |
| ---- | ------------------- | -------------- | ------ | ------ | ------- | ------ | ------ | ------- | ------- | ------ | ------- | ------ |
| 1    | Wasilij Kuzniecow   | 6969 (7865) CR | 10,8 s | 7,34 m | 14,27 m | 1,80 m | 48,6 s | 14,8 s  | 48,57 m | ?      | 59,02 m | 5:00,0 |
| 2    | Uno Palu            | 6767 (7329)    | 11,2 s | 6,90 m | 13,34 m | 1,90 m | 49,3 s | 15,2 s  | 39,07 m | ?      | 57,47 m | 4:17,9 |
| 3    | Walter Meier        | 6852 (7249)    | 11,1 s | 7,04 m | 14,17 m | 1,83 m | 49,1 s | 15,5 s  | 48,80 m | ?      | 49,89 m | 4:20,6 |
| 4    | Markus Kahma        | 6682 (7137)    | 11,4 s | 6,73 m | 15,21 m | 1,70 m | 51,0 s | 16,5 s  | 46,65 m | ?      | 65,66 m | 4:18,3 |
| 5    | Walter Tschudi      | 6421 (6858)    | 10,9 s | 6,84 m | 13,39 m | 1,70 m | 48,5 s | 15,2 s  | 34,83 m | ?      | 48,11 m | 4:20,6 |
| 6    | Eef Kamerbeek       | 6530 (6784)    | 11,2 s | 6,94 m | 13,15 m | 1,75 m | 50,9 s | 14,9 s  | 39,41 m | ?      | 60,30 m | 4:35,4 |
| 7    | Hans-Dieter Möhring | 6219 (6774)    | 11,1 s | 6,56 m | 15,00 m | 1,70 m | 51,1 s | 16,6 s  | 45,60 m | ?      | 54,49 m | 5:00,8 |
| 8    | Václav Bečvářovský  | 6279 (6644)    | 11,4 s | 6,55 m | 12,86 m | 1,83 m | 50,8 s | 15,2 s  | 41,82 m | ?      | 51,79 m | 4:45,0 |
| 9    | Pétur Rögnvaldsson  | 6157 (6288)    | 11,4 s | 6,75 m | 13,48 m | 1,70 m | 51,4 s | 15,1 s  | 39,46 m | ?      | 53,21 m | 4:45,1 |
| 10   | Jože Brodnik        | 5985 (6210)    | 11,8 s | 6,20 m | 13,18 m | 1,80 m | 53,1 s | 15,8 s  | 35,46 m | ?      | 60,48 m | 4:38,5 |
| 11   | Torbjörn Lassenius  | 6010 (6180)    | 11,9 s | 6,48 m | 12,32 m | 1,70 m | 51,8 s | 15,8 s  | 39,68 m | ?      | 60,44 m | 4:42,3 |
| 12   | Johann Muchitsch    | 5925 (6100)    | 11,1 s | 7,05 m | 10,13 m | 1,80 m | 50,2 s | 15,2 s  | 29,36 m | ?      | 29,90 m | 4:14,9 |
| 13   | Per-Martin Haarr    | 5940 (6079)    | 11,6 s | 6,83 m | 12,67 m | 1,83 m | 54,3 s | 16,3 s  | 36,46 m | ?      | 61,41 m | 5:04,1 |
| 14   | Rune Persson        | 5802 (5966)    | 11,5 s | 6,35 m | 13,29 m | 1,75 m | 53,2 s | 16,0 s  | 37,40 m | ?      | 55,80 m | 5:09,8 |
| 15   | Heinrich Staub      | 5770 (5949)    | 11,6 s | 6,22 m | 11,77 m | 1,80 m | 51,4 s | 15,4 s  | 35,37 m | ?      | 46,73 m | 4:52,6 |
| 16   | Jean-Marie Kling    | 5883 (5885)    | 11,5 s | 6,67 m | 11,94 m | 1,70 m | 50,1 s | 15,5 s  | 37,60 m | ?      | 36,02 m | 4:32,3 |
| 17   | Hermund Høgheim     | 5604 (5853)    | 11,3 s | 6,58 m | 10,66 m | 1,70 m | 52,7 s | 17,3 s  | 31,93 m | ?      | 53,54 m | 4:41,0 |
| 18   | Björgvin Hólm       | 5916 (5742)    | 11,7 s | 6,24 m | 11,57 m | 1,70 m | 51,7 s | 15,8 s  | 35,74 m | ?      | 54,08 m | 4:30,6 |
| –    | Hermann Timme       | DNF            | 11,4 s | 6,29 m | 11,71 m | 1,70 m | 51,2 s | DNF     | 37,62 m | ?      | –       | –      |